# Silk Electric
Silk Electric è un album in studio della cantante statunitense Diana Ross, pubblicato nel 1982 dalla RCA.

## Descrizione

### Copertina
Diana Ross chiese a Andy Warhol, dietro un compenso di 100 000 dollari, di farle la foto per la copertina dell'album in questione. Warhol selezionò una foto polaroid della cantante, ne ritagliò un primo piano e fece eliminare tutte le sfumature, lasciando solo i contrasti. Poi colorò il ritratto e il sottofondo, chiedendosi "che colore dovevo usare per lei – mi chiedo se vuole essere nera o bianca", come scrisse sul suo diario; infine la rese pallida, enfatizzando però il rosso delle sue labbra.
La copertina pieghevole di questo disco offriva un'unica modalità espressiva, ma allo stesso tempo massimizzava lo spazio a disposizione per l'illustrazione. Con variazioni di colore, il famoso ritratto della Ross appare su tutti i quattro lati della copertina: un mezzo primo piano che mostra la spalla della cantante sulla facciata principale, poi un primo piano sulla copertina interiore e sul retro.

## Tracce
Side A
1. Muscles (Michael Jackson) – 4:40
2. So Close (Bill Wray, Rob Mounsey, Diana Ross) – 4:14
3. Still In Love (Randy Handley) – 4:08
4. Fool For Your Love (Bill Wray, Ray Chew, Diana Ross) – 3:48
5. Turn Me Over (Steve Goldstein) – 1:08

Side B
1. Who (Barry Blue, Rod Bowkett) – 3:38
2. Love Lies (Allan Chapman, Michael Hanna) – 3:47
3. In Your Ams (Linda Creed, Michael Masser) – 4:07
4. Anywhere You Run To (David Roberts) – 3:31
5. I Am Me (Freddie Gorman, Janie Bradford, Diana Ross) – 3:52